# Jiří Kylián
Pour les articles homonymes, voir Kylian.
Jiří Kylián, né à Prague le 21 mars 1947, est un danseur et chorégraphe tchèque de danse contemporaine.

## Biographie
Jiří Kylián travaille, dès l'âge de neuf ans, le piano et la danse au Conservatoire de Prague. Une bourse du British Council lui permet de poursuivre sa formation au Royal Ballet School de Londres, en 1967.
Sur recommandations de ses professeurs, il est engagé comme soliste, en 1968, par le ballet de Stuttgart sous la direction de John Cranko. Il rencontre  dans cette compagnie de Stuttgart celle qui va devenir sa muse et son épouse, la danseuse Sabine Kupferberg. Il se lance aussi comme chorégraphe dès 1970 avec le pas de deux Paradox. L’œuvre est appréciée par John Cranko qui l'encourage à poursuivre et lui confie plusieurs créations de 1970 à 1973. Mais ce dernier meurt brutalement en juin 1973, au cours du voyage retour d'une tournée aux États-Unis. Cet événement dramatique inspire à Jiří Kylián un pas de trois, Rûckkehr ins fremde Land.
Jiří Kylián devient à vingt-huit ans, en 1975, le directeur artistique du Nederlands Dans Theater (NDT) et le reste jusqu'en 2004. Par attachement et respect pour ses interprètes, il organise sa troupe en trois groupes : le NDT1, le noyau dur, le NDT2, les jeunes pousses, et le NDT3, les aînés ou plus de quarante ans, un choix rare dans une profession où on est souvent conduit à se mettre en retraite de l'activité de danseur à quarante ans,. Chorégraphe à la fois visuel et musical, son style est énergique, fondé sur des bases techniques relativement classiques (dites de style néoclassique) mais revisitées de manière contemporaine. Parmi ses travaux les plus connus, se trouve Symphony of Psalms, créée en 1978, chorégraphiée sur la musique de la Symphonie de Psaumes d'Igor Stravinsky.
En 2016, Jiří Kylián présente ses travaux photographiques, lors de l'exposition Free Fall à La Haye, qui représentent notamment Sabine Kupferberg saisie dans des improvisations, de face, et de dos. Expliquant son travail, il considère qu'« une photo est une tranche de temps, une guillotine. Elle nous sépare du passé et du futur en les rassemblant dans le même moment. Le résultat est une chorégraphie gelée, glacée », et précise qu'il « a beaucoup chorégraphié les danseurs de dos et continue à aimer cela ». La même année, il réalise, pour les trente ans des Ballets de Monte-Carlo, un court métrage humoristique, Oskar, avec la danseuse Bernice Coppieters et le chorégraphe Jean-Christophe Maillot.
Le 25 avril 2018, il est élu membre associé étranger, de l'Académie des Beaux-arts au sein de l'Institut de France, au fauteuil XII précédemment occupé par Leonardo Cremonini, et est reçu dans cette assemblée le 13 mars 2019, affirmant à cette occasion : « la danse révèle l'état de notre être, elle est certainement notre mode de communication le plus personnel ». Après les discours, Sabine Kupferberg a dansé, durant un intermède, sur des airs d'Henry Purcell, accompagné par William Christie jouant d'une main sur un clavecin, dirigeant un chanteur et des cordes de l'autre.

## Principales chorégraphies
- 1970 : Paradox et Kommen und gehen
- 1971 : Incantations
- 1972 : Der stumme Orpheus
- 1973 : Viewers
- 1974 : Stoolgame
- 1975 : La Cathédrale engloutie
- 1975 : Rûckkehr ins fremde Land
- 1978 : Sinfonietta sur la musique de Leoš Janáček
- 1978 : Symphony of Psalms
- Dream Dances
- 1981 : Forgotten Land
- 1982 : Svadebka
- 1983 : Stamping Round
- 1984 : L'Enfant et les Sortilèges
- 1986 : Silent Cries
- 1988 : No More Play
- 1989 : Falling Angels
- 1989 : Black and White
- 1990 : Sweet Dreams
- 1990 : Sarabande
- 1991 : Petite Mort
- 1992 : As If Never Been
- 1992 : No Sleep Till Dawn of Day
- 1993 : Whereabouts Unknown
- 1994 : Tiger Lily
- 1994 : Double you
- 1995 : Bella figura
- 1997 : Wings of Wax
- 1997 : Tears of Laughter
- 1998 : A Way Alone
- 1998 : Indigo Rose
- 1999 : Half Past
- 1999 : Doux Mensonges pour l'Opéra de Paris
- 2000 : Arcimboldo
- 2000 : One of a Kind, Prix Nijinski
- 2000 : Click-Pause-Silence
- 2001 : Birth-day
- 2001 : Blackbird
- 2002 : 27’52”
- 2002 : Claude Pascal
- 2002 : When Time Takes Time
- 2003 : Last Touch
- 2005 : Symphony of Psalmas (révisé)
- 2005 : Tar and Feathers
- 2008 : Vanishing Twin
- 2008 : Gods and Dogs
- 2009 : Last Touch First
- 2012 : Kaguyahime

## Prix et distinctions
- 1995 : Ordre d'Orange-Nassau
- 1997 : Prix Joost van den Vondel
- 1998 : Prix Benois de la danse
- 2000 : Laurence Olivier Awards
- 2000 : Prix Nijinski du meilleur chorégraphe